# Boguty-Rubiesze
Boguty-Rubiesze – wieś sołecka w Polsce położona w województwie mazowieckim, w powiecie ostrowskim, w gminie Boguty-Pianki. Obok miejscowości przepływa rzeczka Pukawka, dopływ Bugu.
W skład sołectwa Boguty-Rubiesze wchodzą wsie: Boguty-Augustyny, Boguty-Rubiesze i Kutyłowo-Bródki.
Wierni Kościoła rzymskokatolickiego należą do parafii Wszystkich Świętych w Bogutach-Piankach.

## Historia wsi
Na początku XIX w. wieś częścią tzw. okolicy szlacheckiej Boguty, powstałej na początku XV w. w dawnej ziemi nurskiej. Zasiedlona przez Boguckich herbu Pobóg.
Pod koniec wieku XIX w powiecie ostrowskim, gmina Kamieńczyk Wielki, parafia Boguty. 
W latach 1921–1931 wieś leżała w województwie białostockim, w powiecie ostrołęckim, w gminie Boguty.
Według Powszechnego Spisu Ludności z 1921 roku wieś zamieszkiwało 39 osób, 37 było wyznania rzymskokatolickiego, 2 prawosławnego. Jednocześnie 37 mieszkańców zadeklarowało polską przynależność narodową, 2 białoruską. Było tu 5 budynków mieszkalnych. Miejscowość należała do parafii rzymskokatolickiej w m. Boguty-Pianki. Podlegała pod Sąd Grodzki w Czyżewie i Okręgowy w Łomży; właściwy urząd pocztowy mieścił się w Bogutach.
W wyniku napaści ZSRR na Polskę we wrześniu 1939 miejscowość znalazła się pod okupacją sowiecką. Od czerwca 1941 roku pod okupacją niemiecką. Od 22 lipca 1941 do 1945 włączona w skład Landkreis Lomscha, Bezirk Bialystok III Rzeszy.
W latach 1975–1998 miejscowość administracyjnie należała do województwa łomżyńskiego.
Okolicę Boguty tworzyły w XIX wieku:
- Boguty-Augustyny
- Boguty Wielkie ze szkółką elementarną i urzędem gminnym
- Boguty-Żurawie liczące 92 mieszkańców
- Buguty-Leśne, folwark należący do szpitala w Ciechanowcu, 10 domów i 55 mieszkańców
- Boguty-Milczki
- Boguty-Pianki lub Kościelne, 2 domy i 29 mieszkańców
- Boguty-Probostwo, wieś powstała wskutek ukazu carskiego z roku 1864, z gruntów probostwa Boguty
- Boguty-Rubiesze
- Boguty-Cietrzewki
- Boguty-Stągiewki
- Boguty-Chruściele[12]